# Wendlandia inclusa
Wendlandia inclusa là một loài thực vật có hoa trong họ Thiến thảo. Loài này được C.T.White miêu tả khoa học đầu tiên năm 1935.